# Мар'ян Вєчисти
Мар'ян Стефан Вєчисти (пол. Marian Stefan Wieczysty; 1 вересня 1902, Львів — 16 січня 1986, Краків) — польський танцюрист, хореограф і педагог.

## Життєпис
Народився Мар'ян у 1902 році в родині старого муляра та теслі з революційними поглядами.
Хлопець був різноплановим спортсменом: хокеїст, плавець (одним із перших у Львові проплив кроль), тенісист, футболіст трьох львівських клубів — Погонь (1917—1923, вихованець), Лехія (1924—1926) і Чарні (1927—1928). У кольорах останнього клубу він виступав у створеній тоді футбольній лізі. Він грав на позиції форварда, але не був основним гравцем: загалом провів п'ять матчів чемпіонату та забив один гол. Відмовився від подальшої гри в червні 1928 року, коли отримав перелом ноги під час матчу з «Варшавянкою».
Паралельно займався танцями. Після першої світової війни танцювальним шалом стає танець шиммі — справжня радість життя. Як згадують тогочасні мешканці, які були знайомі з Мар'яном Вєчистим, ніхто не знав як танцюється цей танець, тільки він завдяки вродженому таланту вмів танцювати цей танець правильно. У 1927 році до Львова дійшла мода на танець чарльстон. І знову джерела стверджують, що найкращим танцюристом чарльстону в місті був Мар'ян Вєчисти.
Професійний досвід здобував у Львові, спочатку в балетній школі Станіслава Фалішевського, а потім у школі танцю Антоніни Вендль де Лехенштайн і Яна Шпінетера. У 1927 р. склав дипломний іспит у Професійній спілці концесійних вчителів танцю у Малопольщі, того ж року почав працювати вчителем танців у Антоніни Вендль де Лехенштайн і Яна Шпінетера, з донькою яких Цецилією, провідною львівською плавчинею того часу, він одружився у 1929 році. Також у 1929 році у них народився син Артур, який у повоєнні роки разом із дружиною Барбарою дев'ять разів здобував звання чемпіона Польщі з латиноамериканських та стандартних танців, а в професійному житті був спеціалістом у галузі екологічної інженерії та водного будівництва, професором і почесним доктором Краківського технологічного університету.
1 листопада 1929 року Мар'ян Вєчисти отримав право викладати салонні танці від Професійної спілки концесійних вчителів танцю в Малопольщі. У жовтні 1935 року склав дипломний іспит перед міжнародною комісією і отримав звання професора танцю від Міжнародної спілки хореографів з офісом у Парижі. За його ініціативи у 1935 році у Львові була створена Спілка професійних вчителів танцю Польщі, але Друга світова війна перервала її діяльність.
У травні 1945 року Мар'ян Вєчисти з родиною переїхав до Кракова, де на вул. Костюшки 73 створив власну школу танців і готував пари до турнірів.
Після війни справу Мар'яна Вєчисти у Львові продовжив Вікентій Матвійович Рудчик.
У 1948 році польська пара (Анджей Корончевський та Гальшка Нікель) вперше взяла участь у Чемпіонаті Центральної Європи з танців у Карлових Варах і вийшла у фінал, у якому посіла п'яте місце.
З 1951 року був першим балетмейстером і художнім керівником ансамблю пісні і танцю «Krakowiacy». У 1956 році він залишив приватну школу і присвятив себе популяризації бальних танців у Польщі. Виховував турнірні пари в Центрі культури «Pod Baranami» у Кракові та проводив тренінги для вчителів та суддів. Він був активним членом Федерації танцювальних асоціацій та клубів та почесним членом Польського танцювального клубу.
Помер у лікарні Г. Нарутовича в Кракові. Похований на Раковицькому цвинтарі.

## Публікації
- Marian Wieczysty, Taniec towarzyski, wyd. Iskry, Warszawa, 1958
- Marian Wieczysty, Tańczyć może każdy («Танцювати може кожен»), wyd. PWM, Kraków, 1979 (перше видання)

## Нагороди
- У 1959 році Міністерство культури і мистецтв Польщі присудило йому двомісячну стипендію на навчання в Англії[7].
- У 1978 р. став лауреатом Краківської міської премії за досягнення в галузі популяризації культури[12].
- У 1982 році він отримав престижну премію Carl Alan Overseas Award '81 в танці.
- Орден Відродження Польщі
- Хрест Хоробрих
- Заслужений діяч культури Польщі

## Вшанування пам'яті
Щороку в Кракові організовується Національний турнір з бальних танців на Кубок професора Мар'яна Вєчистого.